# Content Warning
Content Warning est un jeu vidéo coopératif de survie et d'horreur édité par Landfall Publishing,. Il est sorti le 1er avril 2024 dans le cadre de la tradition de Landfall de sortir un jeu le jour du poisson d'avril.

## Système de jeu
Le gameplay de Content Warning présente des similitudes avec Lethal Company et Phasmophobia. Quatre joueurs commencent sur une île idyllique et utilisent une cloche de plongée pour descendre dans ce que l'on appelle le « Vieux Monde », une zone enveloppée dans une obscurité perpétuelle qui contient une ville abandonnée. L'objectif des joueurs est d'utiliser une caméra vidéo pour filmer du « contenu effrayant », comme des artefacts ou des monstres dangereux, tout en explorant les ruines. L'approvisionnement en oxygène des joueurs et le film de la caméra sont tous deux limités, et au moins un des joueurs doit survivre à l'excursion et revenir à la surface avec la caméra afin que le film puisse être téléchargé sur « SpöökTube ». Les vidéos sont notées par les téléspectateurs, et le nombre de téléspectateurs détermine également combien d'argent est gagné.
Si les joueurs atteignent le quota de téléspectateurs dans les trois jours, ils se voient attribuer un nouveau quota et peuvent poursuivre leur carrière de créateurs de contenu. Sinon, ils perdent la course et leur progression est réinitialisée. L'argent peut être dépensé pour des outils permettant de rendre l'exploration du Vieux Monde plus facile et plus sûre afin de produire des images de plus grande valeur,.

## Sortie
Le jeu est sorti le 1er avril 2024 et était disponible gratuitement pendant les premières 24 heures. Dans les douze heures suivant le lancement du jeu, il a atteint 50 000 joueurs simultanés sur Steam. Le jeu a atteint un niveau record de plus de 200 000 joueurs simultanés moins de 24 heures après son lancement. Au cours de la période de lancement, il a été déclaré que le jeu a été téléchargé par environ 6,2 millions d'utilisateurs de Steam. À la mi-avril 2024, Landfall a déclaré que le jeu s'était vendu à plus d'un million d'exemplaires en plus de ceux revendiqués alors qu'il était gratuit.